# Puiafalcons
El Puiafalcons és una muntanya de 2.052 metres que es troba al municipi de la Vall de Boí, a la comarca de l'Alta Ribagorça.